# Esthlogena proletaria
Esthlogena proletaria là một loài bọ cánh cứng trong họ Cerambycidae.